# Арлингтон-Хайтс (Иллинойс)
Арлингтон-Хайтс (англ. Arlington Heights) — деревня в округе Кук в штате Иллинойс. Она лежит в 25 милях к северо-западу от центра города Чикаго и является его пригородом. По результатам переписи 2000 года население насчитывало более 76000 человек.

## История
Генеральный земельный отдел начал продавать земельные участки на месте деревни в 1835 году. Город рос медленно. К 1887 году население увеличилось до 1000 человек.
Большая его часть занималось сельским хозяйством. Но Арлингтон-Хайтс так же стал одним из первых спальных районов Чикаго, часть жителей работало в городе. К началу XX века численность населения города выросла до 1400 человек. Население росло все так же медленно.
В 1927 году в Арлингтон-Хайтс открывается ипподром Arlington Park вместимостью 20 000 человек, действующий и в наши дни.
В 1950-х и 1960-х годах, в связи с всё большим распространением личных автомобилей и близким расположением от постоянно растущего Чикаго, в Арлингтон-Хайтс происходит демографический взрыв и к 1970 году численность населения вырастает до 64 884 человек. К тому моменту практически все земли в городке были распроданы и железнодорожное депо, ранее стоявшее в отдалении от остальных зданий, стало частью непрерывной застройки простирающейся от озера Мичиган и до реки Фокс.
31 июля 1985 года при пожаре на ипподроме сгорели трибуны. Замена им была построена и запущена 28 июня 1989 года.